# Tehace
Tehace – polska grupa muzyczna wykonująca death metal.

## Historia
Grupa powstała w 1999 roku w Wejherowie, rok później nagrała bootleg pt. Live`n`evil, a następnie debiutancki materiał promo pt. Zymatic disease of human believes, na którym znalazły się cztery autorskie kompozycje oraz cover grupy Morbid Angel. W 2002 roku materiał został wydany przez Apocalypse Prod. Współpraca z Apocalypse zaowocowała m.in. udziałem TEHACE na Winter Crusade Tour 2002 oraz na Yattering`s Genocide Tour w 2003 roku.
W latach 2003–2005 grupa występowała podczas koncertów oraz komponowała muzykę na swój debiutancki album. Okres od kwietnia do listopada 2005 roku to nagrania Zipped Noise From Hell. Znajduje się na nim 10 utworów. Album zrealizował Piotr Łukaszewski w gdańskim RG Studio. Album został wydany przez firmę Mystic Productions w sierpniu 2006 roku. Otrzymał wiele pozytywnych opinii, umieszczając zespół w gronie wykonawców innowacyjnych i ze świeżym spojrzeniem na gatunek.
W roku 2010 grupa wzięła udział w trasie koncertowej pod nazwą Beware Of Your Neck Tour 2010 po Polsce, Czechach i Słowacji wspólnie z grupami: Sadist, Cerebrum, Virgin Snatch, Crionics oraz Saratan. Podczas tej trasy Tehace wspomagał pod nieobecność Omara Al-Kilani na drugiej gitarze Michał Mezger, założyciel słupskiej grupy Struggle with god. Michał Mezger ponownie wspomagał Tehace pod nieobecność Omara Al-Kilani w dniu 29 stycznia 2015 roku, podczas koncertu w klubie Wydział Remontowy w Gdańsku. Tehace tego dnia supportował grupę ANTIGAMA, odbywającą trasę koncertową pod nazwą "New Dimension Tour 2015". Oprócz Antigamy i Tehace zagrali jeszcze Rape On Mind.
24 marca 2012 Łukasz "Lucass" Krzeszewicz ogłosił na swojej stronie internetowej udział w nagraniach nowej płyty Tehace.

## Muzycy
| Obecny skład zespołu - Krzysztof "GOGO" Gordziej - gitara, śpiew (od 2000) - Omar Al-Kilani - gitara (od 2009) - Łukasz Śmigiel - perkusja (od 2013) - Kacper Sarnatowicz - gitara basowa (od 2013) | Byli członkowie zespołu - Radosław "Szczepan" Szczepański - perkusja - Sławomir Cichy - gitara basowa - Sebastian "Kyelaz" Kielas - gitara basowa (2000-2008, 2010-2013) - Jacek "Stefan" Góraj - gitara (2000-2009) - Adam "Sadam" Książek - gitara basowa (2009-2010) - Piotr "Huzar" Hauzer - gitara (2009) Muzycy koncertowi - Michał Jan Dobrzański - perkusja (2009) - Michał Mezger - gitara (2010) |

## Dyskografia
- Live'n'evil (2000, demo, wydanie własne)
- Zymatic Disease of Human Believes (2001, demo, wydanie niezależne)
- Confusion in Chaos / Zymatic Disease of Human Believes (2001, Apocalypse Production, split z Silent Confusion)
- Zipped Noise from Hell (2006, Mystic Production)
- Yearing for the Slime (2014, MMM Records)